# High Seas Trader
High Seas Trader est un jeu vidéo de type simulation développé et publié par Impressions Games en  1995 sur PC et Amiga. Le jeu se déroule au XVIIe siècle dans l’océan Atlantique. Au début d’une partie, le joueur sélectionne sa nationalité (hollandais, français, espagnol, anglais ou portugais) puis son nom et celui de son bateau. Le jeu débute ensuite dans un port de son pays où il peut recruter son équipage, prendre des passagers et acheter des marchandises afin de les revendre dans un autre pays. L’objectif du joueur est de monter dans la hiérarchie de la guilde des marchands à laquelle il appartient en progressant dans quatre domaines : l’audace, l’honneur, la loyauté et la noblesse. Pour cela, il navigue à travers les mers pour amasser de l’argent, qui lui permet ensuite d’armer de nouveaux navires,,.

## Système de jeu
High Seas Trader est un jeu de simulation économique qui se déroule au XVIIe siècle et dans lequel le joueur navigue dans l’océan Atlantique afin de faire du commerce. Avant de débuter une partie, le joueur sélectionne sa nationalité (hollandais, français, espagnol, anglais ou portugais) puis son nom et celui de son bateau. L’écran affiche alors une vue de la ville de Lisbonne, où débute le jeu, qui permet au joueur d’accéder à différents bâtiment comme les docks, le cartographe, la taverne, la banque et le marché. Il peut ainsi recruter des membres d’équipages, acquérir des cartes maritimes, trouver des passagers, se ravitailler en vivre et en matériel et surtout acheter des marchandises qu’il pourra ensuite revendre, avec des bénéfices, dans un autre port. Le joueur peut en effet faire escale dans près de 120 ports différents pour y acheter ou y vendre 20 types de marchandises. Une fois les préparatifs terminés, il peut prendre la mer avec son navire. Le jeu bascule alors en vue subjective et le joueur peut prendre la barre de son navire, ou définir son itinéraire sur une carte et laisser ses hommes le diriger. Au cours de la traversée, le joueur doit notamment surveiller le moral de l’équipage, qui peut se mutiner s’il est mécontent. Il peut de plus être amené à croiser des vaisseaux ennemis ou des pirates, et donc à engager un combat. Il doit alors utilisé ses canons pour endommager le navire adverse, puis passer à l’abordage qui, s’il réussit, lui permet de mettre la main sur le bateau ennemi et sa cargaison. 
L’objectif du joueur est de progresser dans la hiérarchie de la guilde des marchands, en progressant dans quatre domaines : l’audace, l’honneur, la loyauté et la noblesse. Il débute ainsi comme simple colporteur et cherche à obtenir le rang de Vicomte. Pour cela, il doit notamment s’enrichir, mais aussi vaincre des pirates, respecter les alliances entre nations et transporter des passagers importants gratuitement. Après quelques mois de navigation et avoir amassé assez d’argent, le joueur peut s’acheter un nouveau navire plus performant comme une corvette, un navire marchand ou une frégate. Six types de bâtiments sont ainsi disponibles dans le jeu, qui permettent de constituer une flotte pouvant compter jusqu’à seize navires. 

## Accueil
| High Seas Trader      |      |       |
| Média                 | Pays | Notes |
| Computer Gaming World | US   | 2.5/5 |
| Dragon Magazine       | US   | 2/5   |
| Gen4                  | FR   | 66%   |
| Joystick              | FR   | 85 %  |